# Яидхоф
Яидхоф (нем. Jaidhof) — коммуна (Gemeinde) в Австрии, в федеральной земле Нижняя Австрия.
Входит в состав округа Кремс. Население — около 1,2 тыс. человек. Занимает площадь 44,93 км². Официальный код — 31319.

## Политическая ситуация
Бургомистр коммуны — Франц Ашауэр (АНП) по результатам выборов 2005 года.
Совет представителей коммуны (нем. Gemeinderat) состоит из 19 мест.
- АНП занимает 14 мест.
- СДПА занимает 5 мест.